# Лусочниця звичайна
Звичайна лусочниця, цукрова лусочниця[джерело?] або звичайна лусківниця[джерело?] (Lepisma saccharina) — дрібна безкрила комаха із ряду щетинохвостих. Космополітичний вид, зустрічається по всій Україні. Ця прудка комаха нерідко трапляється в житлі людини, переважно на кухні, а також на продовольчих складах. Вважають, що лусочниця є однією з найдавніших комах, що нині живуть — її предки мешкали на Землі більше 300 млн років тому у палеозойську еру.
Довжина комахи становить 0,8–1,9 см. Тіло пласке, поступово звужується до кінця, після третього линяння покрито дрібними сріблясто-сірими лусочками. Завдяки своїм лусочкам комаха отримала свою українську назву. Від хвоста відходять три нитки, дві з яких направлено у боки і одна назад. Від голови відходять довгі вусики, спрямовані вперед. За лусочницю іноді помилково приймають одну з губоногих багатоніжок — звичайну мухоловку (Scutigera coleoptrata), що відрізняється від лусочниці великою кількістю довгих ніг.
Лусочниці полюбляють вологі та темні місця — у природі їх можна зустріти в опалому листі, під корчами, каменями тощо. У приміщеннях вони також віддають перевагу аналогічним умовам — якщо у будинку сухо і світло, то лусочниці там не буде. Припускають, що лусочниці походять з тропіків — їх оптимальні умови проживання складають 21–26 °C і 75–97 % вологості. Активні вночі, решту часу ховаються. У разі потрапляння на світло намагаються швидко сховатися. Пересуваються швидко, дорогою роблячи короткі зупинки.
Живиться продуктами рослинного походження, що містять у собі крохмаль або полісахариди; їхній раціон може включати цукор, борошно, клей, книжкові палітурки, папір, фотографії, тканини, що містять крохмаль. Зі складських приміщень можуть бути занесені до будинку через покупку туалетного паперу або картонок з паперовими серветками. Нешкідливі для людини та домашніх тварин і не є переносниками захворювань, але можуть псувати вологий папір.
Слід відрізняти від інших видів, зокрема, від лусочниці гребінчастої або лінійчатої (Ctenolepisma lineata), яка також поширена по всій Україні, часто мешкає в магазинах і хлібопекарнях, має темне матове жовто-сіре забарвлення з повздовжними смугами, сягає довжини 8–19 мм і має помітно довші вусики і хвостові відростки.